# Семёнов, Алексей Александрович (футболист)
Алексей Александрович Семёнов (15 апреля 1949, Андреевский район, Смоленская область — 27 января 2023) — советский футболист, советский и российский футбольный тренер.

## Карьера
Родился 15 апреля 1949 года в деревне Саврасово Смоленской области.
Вратарь, воспитанник ФК «Авангард» (Терны, Днепропетровская обл., Украина). Выступал за команды «Авангард» (Жёлтые воды), «Днепр» (Днепропетровск), «Кривбасс» (Кривой Рог), «Рубин» (Казань, 1974—1980). В 1967 году — игрок юношеской сборной Украины. Карьера тренера: 1981 — тренер-преподаватель СДЮШОР «Рубин»; 1981—1983 — слушатель Высшей школы тренеров при ГЦОЛИФК; 1984 — старший тренер ФК «Рубин» (Казань); 1985-87 — тренер «Рубина»; 1988 — главный тренер ФК «Рубин» (Казань); 1988—1992 — тренер, тренер-массажист «Рубина», тренер-преподаватель СДЮШОР «Рубин»; 1992—2016 — тренер «Рубина»; с 2018 — селекционер.
В качестве тренера «Рубина» двукратный чемпион России (2008, 2009), двукратный обладатель Суперкубка России (2010, 2012), обладатель Кубка России (2011/2012), дважды бронзовый призёр чемпионата России (2003, 2010).
Скончался в январе 2023 года.